# Чи (буква маньчжурского алфавита)
Хэргэни чи — дополнительный слог первого раздела силлабария маньчжурской письменности (маньчж. тулэрги хэргэнь - «внешняя буква»). Слог может быть отнесён к разделу буквы Ча. Но так как он в маньчжурском языке не используется, а применяется только для транскрипции китайского слога «Чи» (см. Чи чжуинь - ㄔ ), то в он вынесен отдельно, а так как слог не сочетается с другими финалями, то он не встречается в других разделах Чжуван чжувэ. 
- Чи